# عدسک آبی ستاره‌ای
عدسک آبی ستاره‌ای (نام علمی: Lemna trisulca) نام یک گونه از سرده عدسک آبی است.